# Effets psychologiques de la colonisation
Les effets psychologiques de la colonisation se traduisent notamment par des traumatismes liés à la mémoire collective. Ils affectent les personnes colonisées comme les colons, et font l'objet d'études spécifiques, peu nombreuses toutefois. Frantz Fanon, penseur anticolonial et psychiatre, s'y est intéressé et a réfuté les théories qu'Octave Mannoni avaient développées sur ce thème.  Une question centrale est celle de la transmission, ou au contraire de l'occultation de la mémoire coloniale comme postcoloniale, du traumatisme qui peut conduire à la révolte, du racisme et de la violence : l'enjeu est donc éducatif et mémoriel. Les effets psychologiques de la colonisation peuvent se perpétuer et, dans certains cas, continuer à affecter les générations du début du vingt-et-unième siècle.  

## Théorie de Mannoni et critique de Fanon
Octave Mannoni utilise la psychanalyse et la psychologie pour analyser le phénomène colonial en général et la colonisation de Madagascar en particulier (colonisés et colonisateurs sont analysés sous ce prisme) dans des revues puis dans son livre Psychologie de la colonisation (1950). D'après la psychologue Mireille Delbraccio, cet ouvrage est considéré comme daté par son vocabulaire et par son ton. Il y est question de décolonisation du moi. Cet ouvrage suscite des controverses : il est critiqué par Aimé Césaire, pour qui l'ouvrage justifie, à partir de lieux communs, un état d'esprit fait pour la colonisation chez les colonisés. Frantz Fanon consacre le quatrième chapitre de Peau noire, masques blancs, intitulé « Du prétendu complexe de dépendance du colonisé », à la réfutation des théories d'Octave Mannoni. Si, selon lui, la démarche de compréhension de l'attitude de l'homme face à la colonisation peut être approuvée, et la recherche de Mannoni, honnête, l'auteur de Psychologie de la colonisation n'a pas compris le sujet. L'une des erreurs de Mannani, selon Fanon, est de considérer le racisme comme la conséquence de la pauvreté des petits colons, plutôt que celle de la structure même de la société. L'exemple donné ici est l'Afrique du Sud. Une autre erreur consiste à hiérarchiser les racismes, alors que le racisme, d'après Fanon, ne peut qu'être présent ou absent (dire de telle personne/telle société qu'elle est moins raciste qu'une autre n'a donc pas de sens). 
Peau noire, masques blancs peut être considéré comme un ouvrage pessimiste en dépit d'une conclusion optimiste. De plus, selon Fanon, si l'infériorité du colonisé est un postulat et une réalité psychologique, alors la révolte des colonisés, prêts à se sacrifier pour un autre avenir, ne peut que bouleverser le système colonial au moment où les colonisateurs en prennent conscience. Face à la psychiatrie coloniale, l'attitude de Frantz Fanon est de considérer ce type de médecine comme une violence dans un contexte colonial.

## Racisme des colonisateurs
Le racisme, qui au cours de la période coloniale prend le masque d'une prétendue responsabilité à l'égard de peuples inférieurs (le « fardeau de l'Homme blanc », ou la mission civilisatrice que les Blancs s'attribuent), déjà présent avant la colonisation, est exacerbé par la politique expansionniste des puissances coloniales. Des théories établissent l'existence et la hiérarchie des races. Des penseurs, qui furent impérialistes, glorifient les exploits humains par la lebensphilosophie : Wilhelm Dilthey, Oswald Spengler et Max Scheler, qui en sont partisans, théorisent un certain darwinisme social.

## Cas de la colonisation de l'Algérie

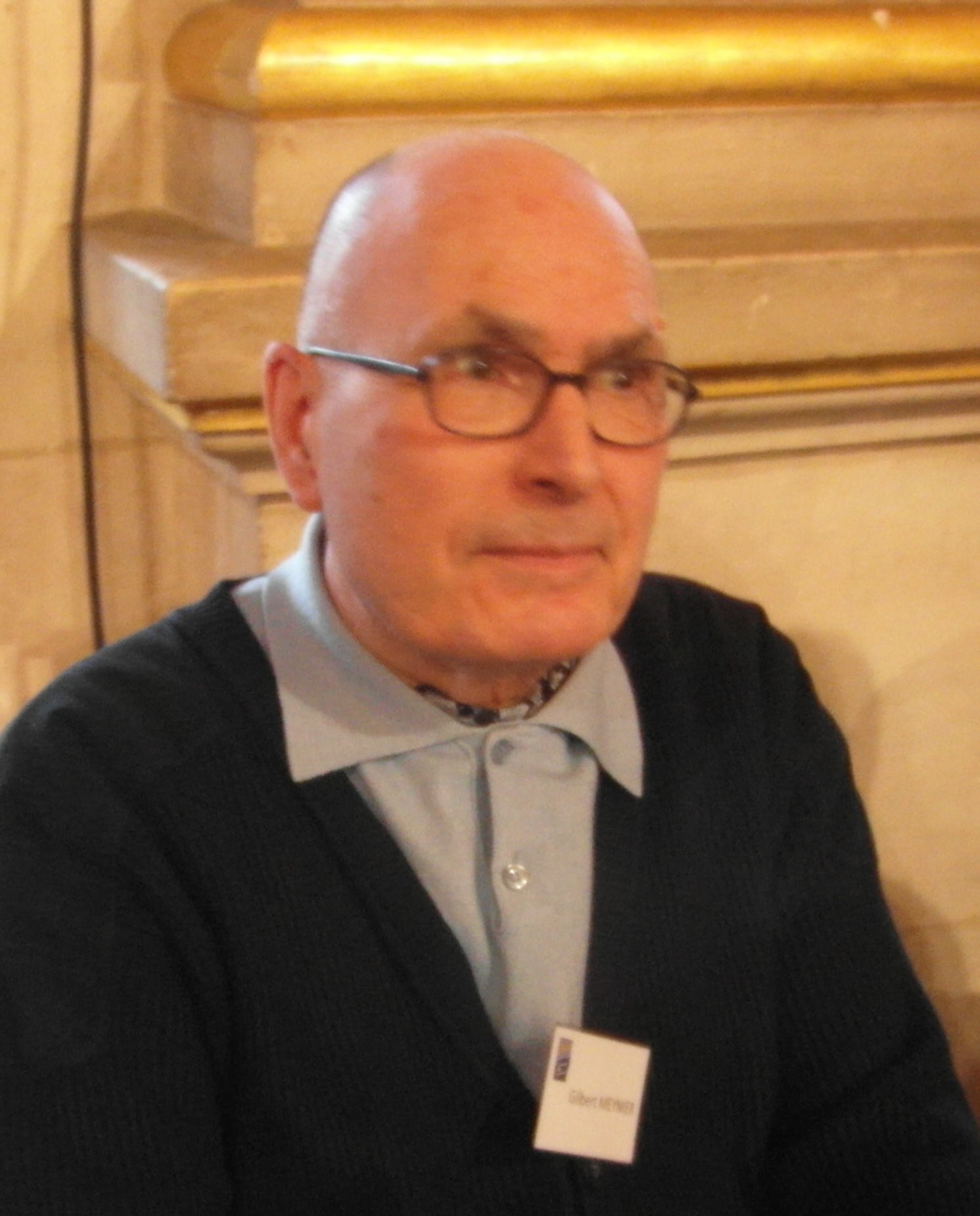
Gilbert Meynier en 2014.

D'après l'historien marxiste Gilbert Meynier et Tewfik Allai, sans tomber dans l'erreur d'analyser l'Histoire de l'Algérie sous le seul prisme des traumatismes, ce sont sans doute la mémoire familiale et ces traumatismes qui conduisent à la résistance armée de 1954, début de la guerre d'Algérie. Le racisme notamment colonial, défini comme une haine de l'autre qui provient soit de l'extérieur,  soit de l'intérieur, mais sur qui l'on fantasme un extérieur (c'est le cas de l'antisémitisme), est selon lui lié à ce qu'il nomme le national. De même, le traumatisme est sûrement à l'origine des émeutes de 2005 dans les banlieues françaises, plusieurs générations après. Selon lui, la loi Gayssot ne suffit pas : il faut « instaurer de nouvelles solidarités politiques ». Dans la revue Vacarme, la psychologue clinicienne et psychanalyse Karima Lazali accorde un entretien, dont l'article est intitulé « Le trauma colonial, ce passé qui ne passe pas » en référence à un ouvrage de l'historien Henry Rousso sur la mémoire de l'Occupation en France. Elle publie Le trauma colonial. Une enquête sur les effets psychiques et politiques contemporains de l’oppression coloniale en Algérie (La Découverte, 2018) et La Parole oubliée (Erès, 2015). Selon elle, l'effacement de la mémoire coloniale a pour résultat que peu d'études sont publiées sur les effets psychiques de la colonisation. Elle évoque la haine de la différence et le cloisonnement entre "eux" et "nous". L'ouvrage d'Alice Cherki, la Frontière invisible, est mentionné.  La façon dont les morts de la guerre d'Algérie sont comptés en France et en Algérie (avec un écart significatif où l'Algérie compte bien plus de morts que la France) est représentative de cette forme d'effacement, qui selon Lazali est responsable du racisme ordinaire. Le faible nombre de travaux cliniques à ce sujet la contraignent à se tourner vers des sources littéraires pour comprendre le traumatisme. La confiscation des terres et l'instauration de l'état civil pour un meilleur contrôle (au lieu des noms en "ben", "fils de", qui témoignent d'une lignée) contribuent à éclipser le tribal. L'antisémitisme est aussi présent dès avant 1870 (date du décret Crémieux, qui divise les "indigènes israélites" et les "indigènes musulmans", comme les colonisateurs les appelaient). Le décret Crémieux est abrogé en 1940. 
Pour Karima Lazali, la mémoire de la colonisation doit permettre de distinguer responsabilité et culpabilité, et ainsi lutter contre le racisme. L'Histoire et la responsabilité sont le fait de toute la population française, d'après Lazali. La mémoire collective de la guerre d'Algérie fait l'objet, en France, d'un chapitre du programme de la spécialité Histoire en classe de Terminale.

## Autres pays colonisés
En Corée, la notion de Han désigne une forme de mélancolie et de ressentiment jugée essence du peuple coréen. Il s'agit d'une construction culturelle liée à l'Histoire de la Corée, notamment de la colonisation par le Japon. 
Au Malawi, le Vimbuza est une danse de guérison, notamment de troubles mentaux. Cette pratique a lieu au dix-neuvième siècle  en réaction à la colonisation. 